# Frontière entre le Montana et le Wyoming
La frontière entre le Montana et le Wyoming est une frontière intérieure des États-Unis délimitant les territoires du Montana à l'ouest et du Wyoming à l'est.
Son tracé rectiligne orientée nord-sud, suit le 111e méridien ouest en remontant depuis la Continental Divide (la ligne de partage des eaux entre l'océan Pacifique, l'océan Atlantique et l'océan Arctique) jusqu'au 45e parallèle nord. Puis elle s'incurve, suivant le tracé de ce parallèle jusqu'au 104e méridien ouest.

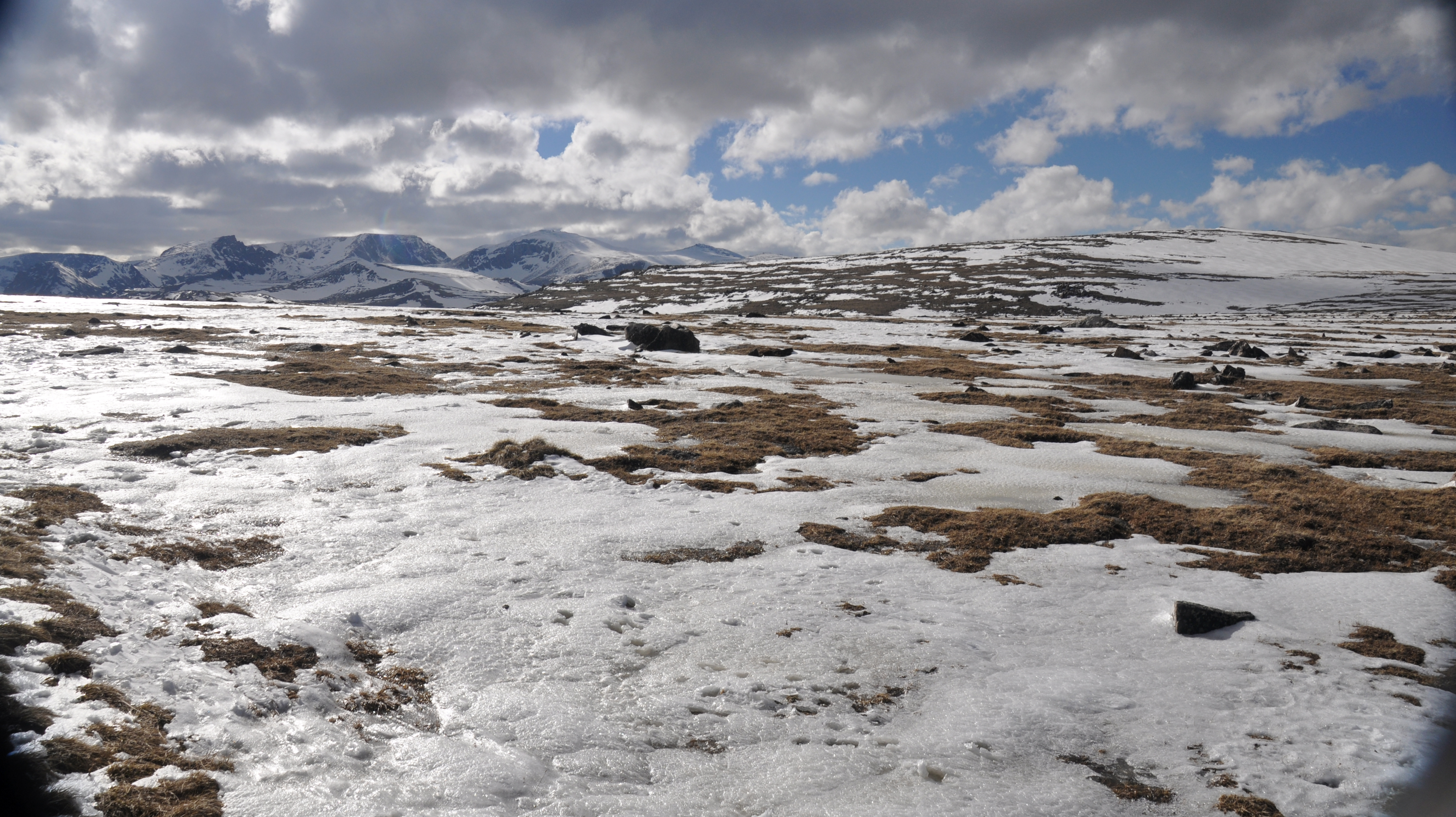
Vue des monts Beartooth, sur la frontière.